# Çifteli
| I denna artikel     |
| används tonnamnen   |
| Bess (B♭) och B.    |
| Se olika skrivsätt. |

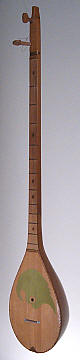
Cifteli

Çifteli, även qifteli eller shkurtgitarr, är ett stränginstrument med ursprung från Balkan. Den används ofta i albanska bröllop, samt för att ackompanjera albanska visor och ballader.

## Konstruktion
En çifteli har två strängar. Storleken på en çifteli varierar, men den stäms oftast i B3 och E3 (jämfört med de två tunnaste strängarna på en gitarr, som oftast stäms E2 A2 D3 G3 B3 E4). Vanligtvis spelas den lägre strängen som bordun, och melodin spelas på den högre strängen.

## Etymologi
Termen çifteli kommer från det albanska språkets çift ("dubbel"); och tel ("sträng"), båda orden är lånord från turkiska.

## Historia
En çifteli i dess moderna form spelas inte längre i Centralasien eller Anatolien, men traditionellt spelade turkar ett instrument som de kallar för ıklığ, som översatt betyder "två strängar".